# Eristalis fumigata
Eristalis fumigata är en tvåvingeart som beskrevs av Becker 1921. Eristalis fumigata ingår i släktet slamflugor, och familjen blomflugor.
Artens utbredningsområde är Polen. Inga underarter finns listade i Catalogue of Life.